# Moses im Islam

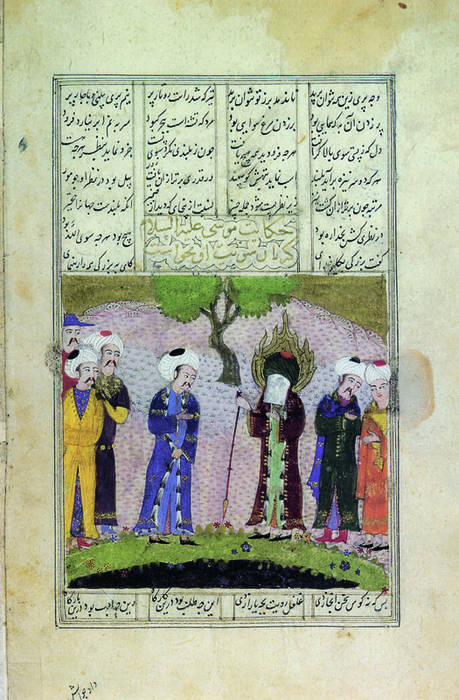
Moses mit seinem Stab, Miniatur in einem Traktat von Amir Chosrau, 1489

Mose(s) (arabisch موسى, DMG Mūsā) gilt im Islam als bedeutender Prophet und ist im Koran die am häufigsten namentlich genannte Person. In der islamischen Exegesetradition spielt er vor allem als Anführer der Israeliten, als Empfänger der Tora und als Vorbote und Wegbereiter des Propheten Mohammed eine wesentliche Rolle. In den Traditionssammlungen wird zusätzlich insbesondere auch seine Rolle während der Himmelfahrt Mohammeds thematisiert. Sein Ehrentitel Kalīm Allāh (‚der, zu dem Allah spricht‘) verweist darauf, dass Gott mit ihm im Unterschied zu anderen Propheten nicht über Mittler, sondern direkt gesprochen habe.

## Moses im Koran
Moses wird in der Offenbarungsschrift insgesamt 137 Mal erwähnt, öfter als jede andere koranische Figur. Besonders prominent behandelt ist dabei seine Auseinandersetzung mit dem Pharao und den Magiern. Auch Anspielungen auf den Bundesschluss am Berg Sinai in Verbindung mit dem Ungehorsam der Banī ʾIsrāʾīl sind häufig. Gänzlich ohne biblischen Parallel- oder Intertext ist die Episode um Moses und den „Knecht Gottes“, der dem Propheten gegenüber als Lehrmeister auftritt.

### Erste Lebensjahre, Flucht nach Midian und Sendung
Die Geburt von Moses, seine ersten Lebensjahre und seine Flucht nach Midian werden vor allem in Sure 28 und erneut im Rahmen seiner Sendung in der 20. Sure thematisiert. Demnach sei Moses im heiligen Tal Ṭuwan auf seine Berufung vorbereitet worden; am brennenden Busch habe ihn Gott aufgefordert, seine Sandalen auszuziehen, ihn dann vor dem Jüngsten Gericht gewarnt und ihn auf den Stab in seiner Hand aufmerksam gemacht, der sich in eine Schlange verwandele, wenn er ihn zu Boden werfe. Auf Bitten von Moses, der fürchtete, seiner Aufgabe allein nicht gewachsen zu sein, habe ihm Gott seinen Bruder Aaron als Helfer zugeteilt, der ihm Kraft und Stärke verleihen sollte. Die kurze Referenz auf seine Errettung kurz nach seiner Geburt und auf seine erneute Errettung vor der drohenden Todesstrafe dient in diesem Kontext vor allem dazu, ihn auf Gottes vergangene Wohltaten aufmerksam zu machen und ihm so Mut zuzusprechen.
Die Themenkreise seiner Aussetzung als Säugling, die ihn vor den mörderischen Nachstellungen des gewalttätigen Pharao schützen sollte, der ihn dann, unter den wachsamen Augen seiner leiblichen Schwester, als eigenen Sohn aufzog, die Erschlagung eines übergriffigen ägyptischen Aufsehers durch seine Hand und die Vergebung, die ihm Gott dank seiner Reue zuteilwerden lässt, seine Flucht und die Zeit in Midian finden in den ersten Versen der Sure 28 nähere Erwähnung. In Midian erhält er dann nach acht- oder zehnjähriger Arbeit als Hirte neben seiner Frau Zippora (arabisch صفورة, DMG Ṣaffūra) und seinem ikonischen Stab auch eine Herde Schafe, allesamt Symbole der Fruchtbarkeit. In den Versen 33–35 versichert Gott schließlich dem furchtsamen Moses erneut, ihn vor Unheil und vor seinen Gegnern zu schützen.

### Konfrontation mit dem Pharao und Exodus
Die Konfrontation zwischen Moses und Aaron auf der einen und dem Pharao und dessen Zauberern auf der anderen Seite zählt zu den häufigsten im Koran referenzierten narrativen Episoden und wird als Motiv wiederholt aufgegriffen, insbesondere in Sure 7:103–126, Sure 20:59–78 und Sure 26:36–51. Moses lässt den Zauberern den Vortritt und ist zunächst selbst beeindruckt und eingeschüchtert durch deren Vorstellung, in der sie ihre Stäbe zu Schlangen werden lassen, wird jedoch wiederum von Gott ermutigt, der ihm bedeutet, sich nicht zu sorgen. In Sure 43:52 äußert sich der Pharao verächtlich über die Schwierigkeiten von Moses, sich verständlich zu machen, um dann am Ende selbst gedemütigt zu werden.
Der Stab von Moses verwandelt sich in eine Schlange, die die anderen Schlangen verschlingt und so die Magiekunst der ägyptischen Zauberer als bloße Sinnestäuschung entlarvt. Im Unterschied zum Pharao, dessen Herz verstockt bleibt, werfen sich die Magier daraufhin ehrfürchtig vor Gott nieder und werden dafür vom rachsüchtigen Herrscher hingerichtet.
Die gegen Ägypten gesendeten Plagen werden nur am Rande in Sure 7:133–35 geschildert; die biblische Tötung der Erstgeborenen (2. Mose 12,29-34 ) bleibt dabei aus, vielmehr werden die übrigen sechs Plagen neben der Verwandlung des Stabes in eine Schlange, die weiß leuchtende Hand und die Teilung des Meeres in eine Reihe von „neun Zeichen“ (Sure 27:12) eingebettet, die Moses durch Gott vollbracht habe. Trotz seiner Niederlage verweigert der Pharao den Israeliten jedoch die Entlassung aus der Knechtschaft und stellt ihnen weiter nach, wofür er schließlich im Schilfmeer gerichtet wird.
Die Gemeinsamkeiten und Unterschiede zwischen der biblischen und koranischen Überlieferung lassen sich wie folgt darstellen:
| Ex 7,1–13 | Sure 20,55-73 |
| Aaron soll für Mose reden (1–2)                                                                                                | Mose führt das Wort (59.61.66) |
| Gott wird das Herz des Pharaos verhärten (3)                                                                                   | Pharao weigert sich, zu glauben (56) |
| Voraussage der Plagen und des Exodus (4)                                                                                       | Mose warnt vor göttlicher Strafe (61) |
| - | Ägypter überlegen sich eine List und beraten sich untereinander (60–62); Vorwurf der Zauberei und des Vertreibens aus dem Land (57.63)                                                                                                |
| Gott weist Mose an, Aaron dazu aufzufordern, seinen Stab vor dem Pharao hinzuwerfen (8–9)                                      | Gott sagt voraus, dass der Stab von Mose die anderen verschlingen wird (69) |
| Sie tun, was Gott sagt. Aarons Stab wird zur Schlange (10)                                                                     | Das Mose-Wunder wird andernorts erzählt (vgl. 7,107) und hier impliziert (69–70) |
| Als Reaktion auf das Wunder lässt Pharao seine Zauberer holen es nachahmen (11), aber Aarons Stab verschlingt die anderen (12) | Pharao lässt Mose Zeit und Ort festlegen, um Zauberei zu vergleichen (57–59). Mose lässt den anderen Zauberern den Vortritt, fürchtet sich und wird von Gott ermutigt (65–69)                                                         |
| Pharao bleibt entsprechend der Voraussage verstockt (13)                                                                       | Pharao wird, anders als die Zauberer, von dem Wunder nicht überzeugt (70–73); zur Verstockung vgl. 10,88. Zauberer nehmen die Strafen des Pharao auf sich, um bei ihrem Glauben an Gott zu bleiben und ins Paradies zu kommen (70–76) |

### Moses am Berg Sinai
Die Wüstenwanderung der Israeliten ist im Koran nur am Rande von Interesse; abseits vom in Sure 2:57–60 angesprochenen Wasser- und Manna-Wunder, das vor allem aufgeführt wird, um die Undankbarkeit der Kinder Israels wider die Wohltätigkeit Gottes aufzuzeigen, wird nur das Zusammentreffen von Gott und Moses auf dem Berg Sinai und die Episode mit dem Goldenen Kalb näher geschildert, dafür aber umso ausführlicher.
Im Laufe seines Dialoges mit Gott bittet Moses darum, Gottes Angesicht schauen zu dürfen (Sure 7:143). Gott fordert seinen Propheten daraufhin auf, den Berg anzusehen: Bliebe er unverrückt an seiner Stelle, würde sein Ansinnen erfüllt; doch Gott lässt den Berg zu Staub verfallen, woraufhin Moses stürzt und ohnmächtig wird. Als er wieder zu sich kommt, lässt er von seinem Wunsch ab. In Sure 4:164 wird jedoch gesondert auf den Umstand hingewiesen, dass Gott mit Moses „wirklich“ und unmittelbar gesprochen habe: وَكَلَّمَ ٱللَّهُ مُوسَىٰ تَكۡلِيمً / wa-kallama llāhu mūsā taklīman / ‚und mit Mose hat Gott wirklich gesprochen‘, wodurch Moses gegenüber den anderen prophetischen Gesandten herausgehoben ist. Auf diese Begebenheit ist auch der Beiname des Propheten zurückzuführen.

### Moses und der Prophet Gottes
In Sure 18:60–82 wird eine Begebenheit geschildert, die völlig ohne biblische Entsprechung ist. Sie handelt von seiner Reise an „die Stelle, an der die beiden großen Wasser zusammenkommen“, zu der er in Begleitung seines Dieners aufbricht. Bereits unterwegs ereignet sich die erste wundersame Begebenheit: Der Fisch, den sie bei sich hatten, um von ihm zu essen, nimmt seinen Weg ins Wasser und schwimmt auf und davon. Schließlich treffen sie auf einen Diener Gottes, dem sich Moses anschließt, um von ihm zu lernen, dessen Befürchtung, Moses werde nicht fähig sein, genügend Geduld dafür aufzubringen, wiederholt erfüllt wird, jedes Mal lakonisch kommentiert mit: أَلَمۡ أَقُلۡ إِنَّكَ لَن تَسۡتَطِيعَ مَعِیَ صَبۡرًۭا / ʾa-lam ʾaqul ʾinnaka lan tastaṭīʿa maʿiya ṣabran / ‚Habe ich nicht gesagt, dass du nicht fähig sein wirst, mit mir durchzuhalten?‘ In der späteren Auslegung ist die geheimnisvolle Gestalt, der Moses in dieser Episode begegnet, mit der mythischen Figur al-Chidr gleichgesetzt worden. Die Quelle der Erzählung wird auf den Alexanderroman zurückgeführt.

## Moses in der Exegesetradition und in der volkstümlichen Legende
Die islamische Exegesetradition ergänzt die Moses-Geschichte um zahlreiche weitere Episoden und setzt sie explizit in Beziehung zum Lebensweg und zur prophetischen Sendung von Muhammad. Zielgerichtet wird insbesondere auch versucht, eine Verknüpfung der Geschichten von Moses und Jakob zu erreichen, die im Koran lediglich angedeutet wird. So etwa ergänzt at-Tabarī unter Berufung auf as-Suddī, Moses habe in Midian einen Felsen aus dem Brunnen gehoben und es so den beiden Hirtenfrauen, denen er zu Hilfe geeilt sei, ermöglicht, ihre Tiere zu tränken. Die Überlieferung weist erhebliche Ähnlichkeiten zur Geschichte Jakobs auf (Genesis 29 ).
Insbesondere der Stab des Mose war und ist Gegenstand vieler Legenden: Er stamme ursprünglich aus dem Paradies, sei zwischenzeitlich im Besitz verschiedener Propheten wie Ādam und Ibrāhīm gewesen, und Moses habe erst mit seinem Schwiegervater um ihn streiten müssen – ein Streit, der erst durch einen Engel zugunsten von Moses entschieden worden sei. aṯ-Ṯaʿlabī zufolge leuchtet er im Dunklen, lässt es regnen in der Dürre und wird, in die Erde gepflanzt, zu einem früchtetragenden Baum. Seinen Besitzer verteidige er vor Angreifern. Einer weiteren Legende zufolge ist der Stock des Mose nach der Eroberung von Mekka durch die Osmanen in der Kaʿba gefunden worden.
Als Ort der Grablege des Propheten, Nabi Musa, wird traditionell ein Ort zwischen Jerusalem und Jericho angesehen. 1269 ließ Baibars I. dort einen Schrein errichten, der in späteren Jahrhunderten ausgebaut und zu einem Pilgerort wurde. Im April 1920 kam es in der Altstadt von Jerusalem während der Feierlichkeiten zu Ehren des Propheten zu den sogenannten Nabi-Musa-Unruhen. Im sunnitischen Islam wird an Aschura der Durchquerung des Roten Meeres im Rahmen des Auszugs aus Ägypten gedacht.